# ジェイアール東海フードサービス
ジェイアール東海フードサービス株式会社（ジェイアールとうかいフードサービス、英: JR Tokai Food Service Co.,Ltd.）は、愛知県名古屋市中村区に本社を置く飲食業者。

## 概要

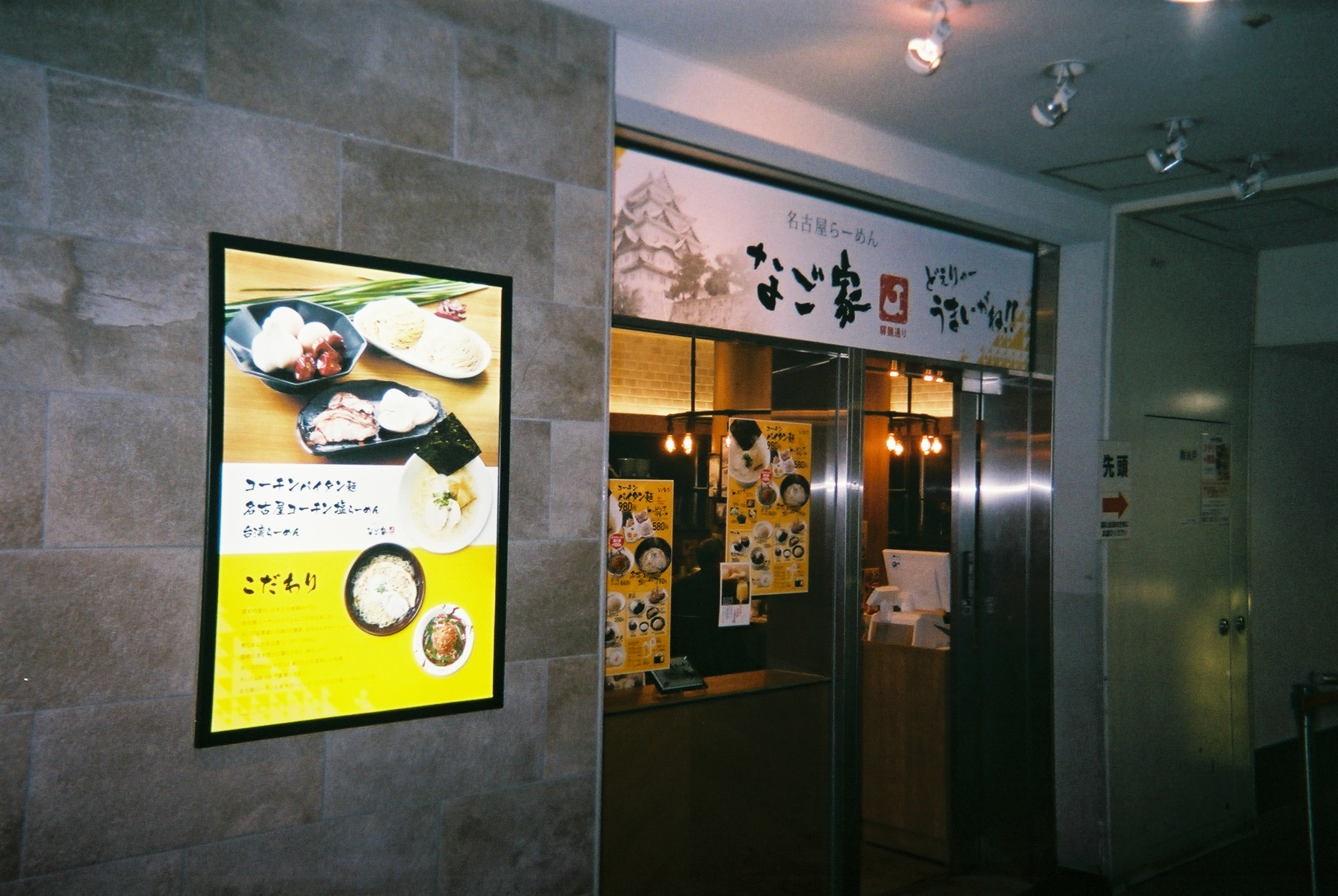
ジェイアール東海フードサービスが運営するラーメン店「なご家」（名古屋駅『名古屋驛麺通り』内。現在は跡地に「名驛式担々麺 しゃち福」が出店）

東海旅客鉄道（JR東海）の子会社（連結子会社）。
駅ナカを中心にラーメン店やカフェをはじめとする飲食店の直営店舗やドトールコーヒー、カフェデンマルク、マーメイドカフェ、ヴィ・ド・フランスおよびモスバーガーなどのフランチャイズ店舗を展開している。
2009年4月1日現在の店舗数はフランチャイズ店も含め43店舗で、名古屋駅を中心に東は静岡県から西は大阪府までのJR東海管内の各駅に店舗を展開している。

## 沿革
- 1993年（平成5年）4月30日 - 名古屋ステーション開発の子会社として「ジェイアール東海レジャー株式会社」を設立。
- 1998年（平成10年）10月 - ジェイアール東海静岡開発の子会社であったアスティ静岡レジャー株式会社と合併し、商号を「ジェイアール東海フードサービス株式会社」に変更。東海旅客鉄道の子会社となる。

## 関連項目

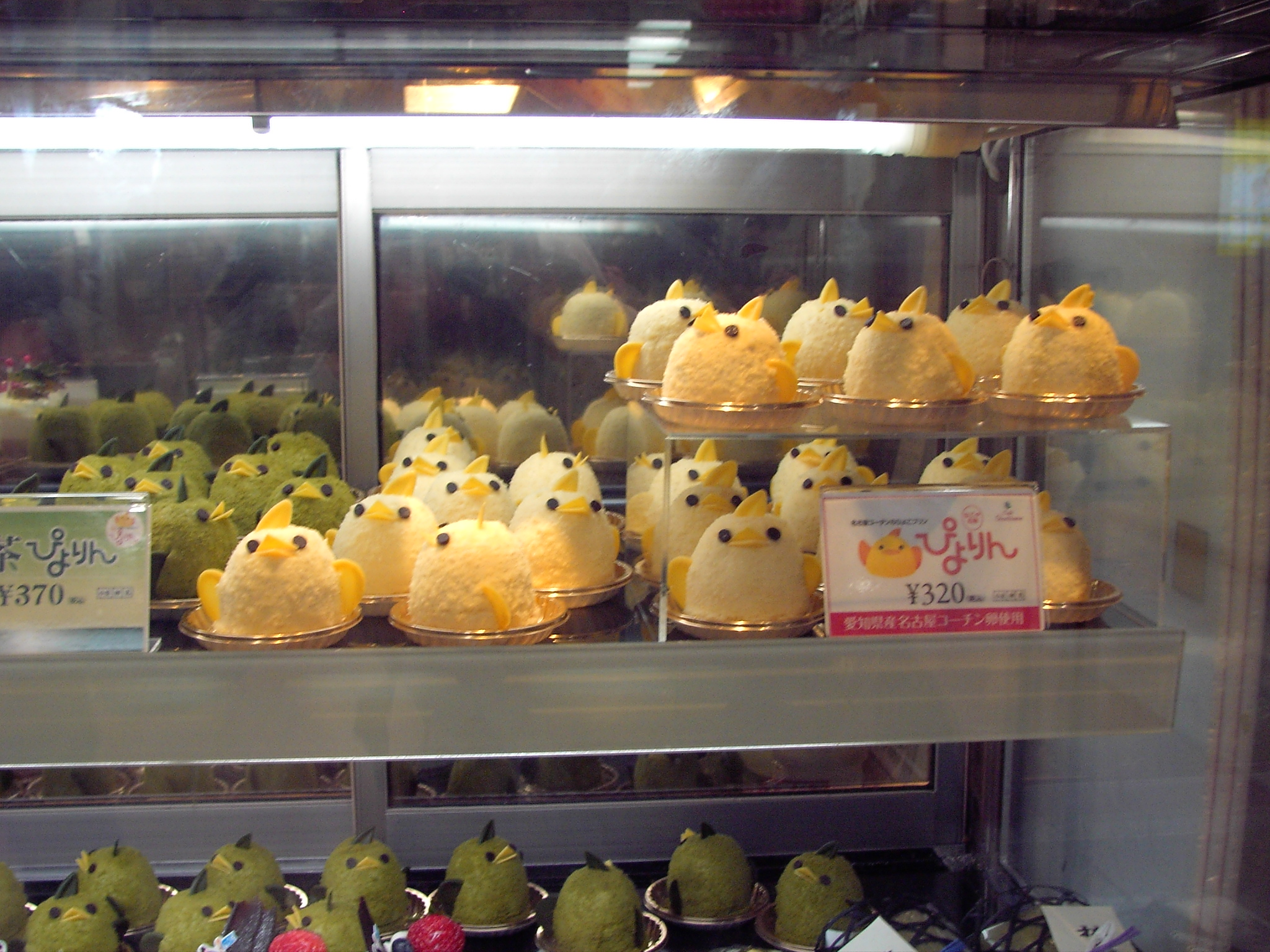
ショーケースに並べられた「ぴよりん」